# Горна Оряховица (железопътна гара)
Железопътна гара Горна Оряховица е железопътна гара, обслужваща Горна Оряховица и региона (вкл. Велико Търново и Лясковец).
Тя е най-голямата гара в Северна България, обща за две главни жп линии: № 4 (Русе – Бяла – Велико Търново – Трявна – Стара Загора) и № 2 (Варна – Провадия – Каспичан – Шумен – Търговище – Попово – Плевен – Мездра – София). 
Железопътна гара Горна Оряховица е седалище на една от трите големи жп поделения за превозна дейност и едно от шестте поделения за товарна дейност в България. Поделение за товарни превози „БДЖ“ ЕАД извършва товарна дейност и обслужва 7 области – Плевен, Ловеч, Габрово, Велико Търново, Русе, Силистра и Разград. Товарно поделение Горна Оряховица извършва превоз на всички видове товари във вагони и контейнери.

## История
През януари 1889 г. е приет Закон за построяване на железните пътища Ямбол – Бургас и Каспичан – София. Неудачите, които съпътстват строителството на другите линии, карат проектантите няколко пъти да изменят трасето през Дунавската равнина. Първоначалната идея е то да преминава от Каспичан през Шумен, Търново, Севлиево, Ловеч и Плевен, преди да достигне София. През 1895 г. с нов закон линията на север от Балкана е обявена за централна, а пътят от София е проектиран през Плевен, Павликени, Поликраище, Козаревец, Стражица и Шумен.
Година по-късно е поставена нова отправна точка – вместо в горнооряховското село Поликраище е решено да бъдат изградени гарова постройка и маневрени коловози в района на Горна Оряховица близо до село Калтинец, което вече е квартал на града. Условното означение на бъдещата гара в картата на БДЖ е записано с две имена: Горна Оряховица – Калтинец. Освен на северното трасе законът от 1895 г. поставя началото на координирана железопътна мрежа за цяла България – една от важните кръстопътни гари, на която по-късно се оказва Горна Оряховица.
Главната северна линия е завършена през 1899 г. като железопътна връзка между София и Варна. Трасето е най-дългото в България – общо 541 километра. Официалното откриване на линията е избрано да бъде в Горна Оряховица.
На 8 ноември 1899 г., точно в 10 часа преди обяд през нарочно построената триумфална арка навлиза парен локомотив, теглещ влакова композиция, окичена със зеленина и флагове. По протежението на целия гаров перон са издигнати пилони с развети знамена. Хилядното множество посреща влака с небивал възторг. Трикольорната лента за откриването държат шест девойки, облечени в традиционни носии от Северна България – символ на свързването на различните области от тази територия. От пристигналата композиция слизат княз Фердинанд I Български, почти всички тогавашни министри, както и инженери и строители, участвали в строителството на железопътното трасе. Лично Фердинанд прерязва лентата на новата железопътна гара Горна Оряховица – Калтинец, с което официално открива линията София – Варна.
Новооткритата жп гара дава изключителен тласък за бъдещото развитие на цялата околия. Променя се стопанската структура на района. Значително намалява броят на земеделските стопани в този традиционен за местното население отрасъл. Около гарата се изграждат складове, спедиторски кантори, търговски представителства, започват да функционират множество работилници за ремонт и поддръжка, строят се промишлени предприятия. Керванната търговия с каруци отстъпва място на новия – евтин, сигурен и бърз – превоз на стоки и хора. Само за десетина години гаровата сграда става център на ново селище – бъдещ квартал на Горна Оряховица. В него освен хора от града се заселват и строят свои къщи жители от съседната Кесаревска околия и Еленския балкан.
Откриването на жп линията Русе – Горна Оряховица – Търново на 8 октомври 1900 г. превръща града в кръстопътен център на железните пътища. През 1912 г. същото трасе пресича Балкана и е удължено до Стара Загора. От 1930 г. започва влаковото движение по нова железопътна посока, открита е линията Горна Оряховица – Лясковец, която по-късно е продължена до град Елена.
В началото на XX век започва изграждането на допълнителни сгради и помощни звена, обслужващи този транспортен отрасъл. Обособени са разпределителна и товарна гара. През 1931 г. жп гара Горна Оряховица става първата в страната с подлези, осигуряващи придвижването на пътниците между пероните. През втората половина на ХХ век приемната сграда е изцяло обновена, а помощните гари до голяма степен автоматизирани. Като център на едно от шестте главни железопътни поделения на страната, в Горна Оряховица през 1977 г. е открита 14-етажната административната сграда на Железопътно управление.
През 2003 г. с постановление на Министерския съвет железопътната линия Горна Оряховица – Елена е закрита, обявена за нерентабилна.

### Инциденти
На 12 ноември 1900 г. сутринта експлодира котелът на парния локомотив №54 „Средна гора“. В района на железния мост над река Янтра до село Калтинец локомотивът дерайлира, повличайки след себе си десетина товарни и пътнически вагона. Влаковите композиции по това време са смесени. Част от пътническите вагони са заклещени от товарните, пълни с желязо и въглища. Сред пътниците и персонала има пострадали и убити. Дълго време след това въпросният инцидент се помни и коментира от местното население, което така и не разбира истината за разигралата се трагедия. А тя е предизвикана от техническа грешка при строителството на железопътния мост. Затова пък в следващите години въпросното съоръжение е обект на постоянни измервания, свързани с годността му.
На 1 юни 1913 г. унищожително земетресение предизвиква активизирането на десетки свлачища, някои от които унищожават големи участъци от железопътната инфраструктура. Седмица по-късно районът пък е връхлетян от смерч, който помита 45-тонни вагони. След преминаването на халата, която трае само няколко минути, коловозите на гара „Разпределителна“ са осеяни с десетки преобърнати вагони.

## Направления
От гарата има всекидневни направления за редица градове: София, Плевен, Русе, Варна, Плачковци, Шумен, Стара Загора, Пловдив и Бяла. Като за Пловдив влакът е преминаващ от Варна, до 2009 г. Шумен – Пловдив, под името „Балканския Хебър“, или просто „Хебър“. След това е преместен във Варна, с номер 4641/4640. От Стара Загора влакът продължава към Чирпан и Пловдив, като това е единствена жп връзка на Северна България с тези градове. Освен влаковете от Варна за София и от София за Варна, включително и бърз влак (София - Варна и Варна - София) със задължителна резервация „Златни пясъци“, Разстояние от София по жп линия: 294 km, от Плевен: 100 km, от Русе: 111 km. От гара Варна я делят 249 km по жп линия, от гара Подкова я делят 318 km. В периода декември 2020 - декември 2021 ежедневно се движи дневен директен бърз влак със задължителна резервация Горна Оряховица - Мездра - София - Септември - Пловдив и в реверсивното направление.

## Състояние
Гарата има и подлези по всички перони, с тоалетна долу; вратите са автоматични; в чакалнята има 3 билетни каси, магазинче, кафемашина, банкомат, стълбище, информационно табло, табло с разписанието на влаковете (по 10 от горе до долу, които чрез компютърна програма се сменят периодично, с напредване на времето). На самото табло има 6 ясно разграничими компоненти: категория влак (примерно: международен (М) ,бърз (Б), пътнически (П)), направление движение за всеки влак поотделно, час:минути на пристигане и заминаване на съответния влак , номер жп коловоз, на който влакът ще бъде приет или съответно от който ще отпътува, и закъснението му - ако е налице такова. Минутите закъснение се отбелязват в червени цифри: както на черното табло в чакалнята, така и отвън на съответния перонен монитор актуално за всеки влак поотделно. Има и стая за издаване на билети за международни жп пътувания. Локомотивно депо Горна Оряховица е от най-големите в страната и е разположено западно от гаровата сграда, а диагонално на жп гара Горна Оряховица, срещу сградата на „Транспортна полиция“, има 14-етажна офис жп сграда с монтиран на нейния покрив надпис „Железопътно управление“.